# IC 733
IC 733 је спирална галаксија у сазвјежђу Пехар која се налази на листи објеката дубоког неба у Индекс каталогу.
Деклинација објекта је - 8° 9' 21" а ректасцензија 11h 45m 58,8s. Привидна величина (магнитуда) објекта IC 733 износи 14,9 а фотографска магнитуда 15,7.